# Dasipodins
Els dasipodins (Dasypodinae) són una subfamília de cingulats de la família dels dasipòdids. Aquest grup conté un gènere vivent i diversos d'extints, tots oriünds de les Amèriques. Tenen una dieta insectívora. El registre fòssil indica que el període de refredament de finals de l'Eocè i principis de l'Oligocè coincidí amb la substitució dels dasipodins pels eufractins a la Patagònia. Els períodes freds i àrids del Quaternari, en canvi, facilitaren l'expansió dels dasipodins fins a les Guaianes.